# Anna Florisová
Anna Florisová (* 15. května 1982) je současná italská profesionální tenistka. Jejím nejvyšším umístěním na žebříčku WTA ve dvouhře bylo 151. místo (1. únor 2010) a ve čtyřhře 213. místo (9. březen 2009). Na okruhu WTA nevyhrála žádný turnaj, ale na okruhu ITF již zvítězila na 12 turnajích ve dvouhře a 11 ve čtyřhře.

## Finálové účasti na turnajích WTA (0)
Žádného finále na WTA se neúčastnila.

## Vítězství na okruhu ITF

### Dvouhra (12)
| Č.  | Datum             | Turnaj             | Dotace   | Povrch | Soupeřka ve finále        | Výsledek            |
| 1.  | 14. říjen, 2001   | Catania            | 10 000 $ | antuka | Alexandra Kravecová       | 6-4, 6-3            |
| 2.  | 4. listopad, 2001 | Al-Mansura         | 10 000 $ | antuka | Olga Kalužnaja            | 7-6(1), 6-7(4), 6-3 |
| 3.  | 13. březen, 2005  | Neapol             | 10 000 $ | antuka | Raffaella Bindiová        | 6-2, 6-3            |
| 4.  | 3. září, 2005     | Vittoria           | 10 000 $ | antuka | Carla Suárezová Navarrová | 6-4, 7-5            |
| 5.  | 22. říjen, 2005   | Settimo San Pietro | 10 000 $ | antuka | Regina Kulikovová         | 6-4, 4-1, skreč     |
| 6.  | 2. duben, 2006    | Řím - Tiro a Volo  | 10 000 $ | antuka | Marina Šamajková          | 6-4, 6-0            |
| 7.  | 27. srpen, 2006   | Tre Castagni       | 10 000 $ | tvrdý  | Regina Kulikovová         | 6-7(0), 6-0, 6-2    |
| 8.  | 10. březen, 2007  | Quartu Sant Elena  | 10 000 $ | tvrdý  | Federica di Sarrová       | 6-1, 6-4            |
| 9.  | 1. září, 2007     | Vittoria           | 10 000 $ | antuka | Agnese Zucchiniová        | 6-1, 6-4            |
| 10. | 21. říjen, 2007   | Settimo San Pietro | 10 000 $ | antuka | Valentina Sassiová        | 7-6(2), 6-3         |
| 11. | 19. říjen, 2008   | Settimo San Pietro | 10 000 $ | antuka | Valentina Sulpiziová      | 6-1, 6-3            |
| 12. | 18. říjen, 2009   | Madrid             | 50 000 $ | antuka | Dia Jevtimovová           | 6-1, 6-3            |

## Postavení na žebříčku WTA na konci sezóny

### Dvouhra
| Rok    | 1998 | 1999   | 2000   | 2001   | 2002   | 2003 | 2004   | 2005   | 2006   | 2007   | 2008   | 2009   |
| Pořadí | 759. | ▲ 407. | ▼ 540. | ▲ 387. | ▲ 382. | ▼x.  | ▲ 680. | ▲ 294. | ▼ 372. | ▲ 287. | ▲ 236. | ▲ 172. |

### Čtyřhra
| Rok    | 2001 | 2002   | 2003 | 2004 | 2005 | 2006   | 2007   | 2008   | 2009   |
| Pořadí | 388. | ▲ 381. | ▼x.  | x.   | x.   | ▲ 806. | ▲ 559. | ▲ 230. | ▼ 523. |